# John Barleycorn, czyli wspomnienia alkoholika
John Barleycorn, czyli wspomnienia alkoholika (ang. John Barleycorn) – autobiograficzna powieść Jacka Londona, w której opisano zarówno przyjemności, jak i dramatyczne zmagania autora z alkoholizmem. Opublikowana w 1913 roku, tytuł nawiązuje do brytyjskiej piosenki ludowej John Barleycorn, będącej personifikacją alkoholu.

## Tematyka
Powieść porusza tematy męskości i męskiej przyjaźni, ukazując alkohol jako element scalający społeczne relacje i rytuały, ale także jako niebezpieczne uzależnienie. London wspomina o różnych etapach życia, w których alkohol odgrywał istotną rolę: od młodości, gdy pracował jako marynarz, po lata dojrzałości, kiedy stał się bogatym, uznanym pisarzem. Autor ukazuje, jak alkohol wpływał na niego na różne sposoby – od dodawania odwagi i poczucia przynależności do grupy po stwarzanie zagrożenia i komplikacji zdrowotnych.

## Rola alkoholu
Alkohol stanowi tutaj nie tylko część codziennego życia, ale też czynnik, który pozwala Londowi badać granice swojej osobowości i zdolności twórcze. Autor opisuje, jak alkohol pomagał mu zyskać pewność siebie, ale również jak jego uzależniająca natura ograniczała go i odbierała mu zdrowie. Powieść ukazuje ambiwalencję: London opisuje alkohol jako inspirację dla swojej twórczości, lecz także jako niebezpieczny element życia. John Barleycorn jest więc zarówno refleksją nad czasami i kulturą Londona, jak i przestrogą przed zgubnym wpływem alkoholu.

## Biała Logika
W książce pojawia się motyw „Białej Logiki” – mrocznej, nihilistycznej wizji świata, którą London utożsamia z oślepiającą jasnością alkoholu. Autor sugeruje, że pod wpływem alkoholu pojawia się „białe światło”, które odsłania przed nim prawdę o życiu i jego ulotności. Dopiero w ostatnich rozdziałach powieści London konfrontuje tę „większą prawdę” z „mniejszą prawdą” codziennego życia, dzięki której możliwe jest przetrwanie.

## Widzenie „różowych słoni”
Powieść John Barleycorn, czyli wspomnienia alkoholika jest też jednym z pierwszych tekstów, w którym pojawia się opis różowych słoni jako stereotypowych halucynacji alkoholowych. London opisuje typ pijanego człowieka, który zatacza się niepewnie i widzi różowe słonie czy niebieskie myszy – karykaturę skrajnego upojenia alkoholowego. Kontrastuje to z bardziej introspektywnym rodzajem „upicia”, który cechuje narratora – tutaj alkohol staje się nie tyle fizycznym, co mentalnym doświadczeniem, odsłaniającym przed nim wizje życia pozbawionego sensu i celu.

## Tłumaczenia na język polski i wydania
Książkę na język polski przełożyła Antonina Sokolicz pod tytułem John Barleycorn, czyli wspomnienia alkoholika. Pierwsze polskie wydanie ukazało się w 1926. Następne miały miejsce w 1949, 1957 (wyd. Iskry) oraz w 2019.